# Снові-Рівер-Шайр
36°22′00″ пд. ш. 148°49′00″ сх. д. / 36.366666666667° пд. ш. 148.81666666667° сх. д.
Снові-Рівер-Шайр (Snowy River Shire) — колишнє графство в регіоні Австралійських Альп Нового Південного Уельсу в Австралії. Діяла з 1939 року до травня 2016 року. Названа на честь річки Снові, що протікає через регіон. До 1936 року називався Далгеті-Шайр із заснування в 1906 році.

## Історія
Рада Далгеті-Шайр змінила назву на Снові-Рівер-Шайр у 1939 році. Адміністративним центром було місто Беррідейл, що спричиняло затримки, коли пошта та доставки помилково надсилалися у Далгеті. Далгеті був одним із кількох нових графств, заснованих у червні 1906 року
Огляд кордонів місцевих органів влади 2015 року рекомендував, щоб Снові-Рівер-Шайр об'єднався з графствами Бомбала та Кума-Монаро, щоб сформувати нову раду з площею 15 162 квадратні кілометри (5 854 миля2) і населенням приблизно 21,000 . 12 травня 2016 року три графства утворили регіональну раду Снові-Монаро.